# غونار ديبواد (أكاديمي)
غونار ديبواد (بالإنجليزية: Gunnar Dybwad)‏ هو أكاديمي أمريكي، ولد في 1909 في لايبزيغ في ألمانيا، وتوفي في 2001 في نيدهام في الولايات المتحدة.

## وصلات خارجية
- غونار ديبواد على موقع الموسوعة البريطانية (الإنجليزية)